# Katrineholm község
Katrineholm község (svédül: Katrineholms kommun) Svédország 290 községének egyike. Södermanland megyében található, székhelye Katrineholm.

## Települések
A község települései:
| Település   | Népesség | Megjegyzés         |
| ----------- | -------- | ------------------ |
| Baggetorp   | 10       |                    |
| Bie         | 549      |                    |
| Björkvik    | 511      |                    |
| Djulö kvarn | 200      |                    |
| Forssjö     | 513      |                    |
| Katrineholm | 21993    | a község székhelye |
| Sköldinge   | 630      |                    |
| Strångsjö   | 370      |                    |
| Valla       | 1584     |                    |
| Äsköping    | 371      |                    |